# Supawit Romphopak
Supawit Romphopak (thailändisch ศุภวิชญ์ ร่มโพธิ์ภักดิ์, * 18. Juli 1996), auch als Aun bekannt, ist ein thailändischer Fußballspieler.

## Karriere
Supawit Romphopak spielte von 2017 bis 2018 bei Muangkan United FC in Kanchanaburi. 2017 spielte der Verein in der vierten Liga, der Thai League 4, in der Western Region. Als Vizemeister stieg der Klub Ende 2017 in die dritte Liga auf. Hier trat man in der Upper Region an. Anfang 2019 wechselte er zum Simork FC. Der Klub aus Suphanburi spielte in der dritten Liga in der Lower Region. Nach fünf Spielen wurde der Verein vom Verband gesperrt. Mitte 2019 unterschrieb er einen Vertrag beim Drittligisten Bangkok FC in der thailändischen Hauptstadt Bangkok. Hier stand er bis Saisonende 2020/21 unter Vertrag. Mitte 2021 wechselte er nach Suphanburi zum Erstligisten Suphanburi FC. Im Januar 2022 wechselte er bis Saisonende auf Leihbasis zum Zweitligisten Sukhothai FC. Am Ende der Saison 2021/22 feierte er mit dem Verein aus Sukhothai die Vizemeisterschaft und den Aufstieg in die erste Liga. Für Sukhothai bestritt er sieben Zweitligaspiele. Nach Vertragsende in Suphanburi wechselte er Ende Juli 2022 zum Zweitligisten Raj-Pracha FC. Für den Verein aus der Hauptstadt bestritt er 16 Ligaspiele. Nach der Hinserie 2022/23 wechselte er im Dezember 2022 zum ebenfalls in Bangkok beheimateten Zweitligisten Kasetsart FC. In der Rückrunde bestritt er für den Hauptstadtverein 16 Ligaspiele. Im Juli 2023 nahm ihn der ebenfalls in der zweiten Liga spielenden Samut Prakan City FC unter Vertrag. Nach 15 Zweitligaspielen, in denen er fünf Treffer erzielte, wechselte er Ende Dezember 2023 zum ebenfalls in der zweiten Liga spielenden Nakhon Ratchasima FC. Am Ende der Saison 2023/24 feierte er mit dem Verein aus Nakhon Ratchasima die Meisterschaft der zweiten Liga sowie den direkten Wiederaufstieg in die erste Liga. Nach 39 Ligaspielen wurde sein Vertrag im Sommer 2025 nicht verlängert. Im Juni 2025 nahm ihn der ebenfalls in der ersten Liga spielende Rayong FC aus Rayong unter Vertrag.

## Erfolge
Muangkan United FC
- Thai League 4 – West: 2017 (Vizemeister)  ▲

Sukhothai FC
- Thailändischer Zweitligavizemeister: 2021/22  ▲

Nakhon Ratchasima FC
- Thailändischer Zweitligameister: 2023/24  ▲